# Gösta Toft

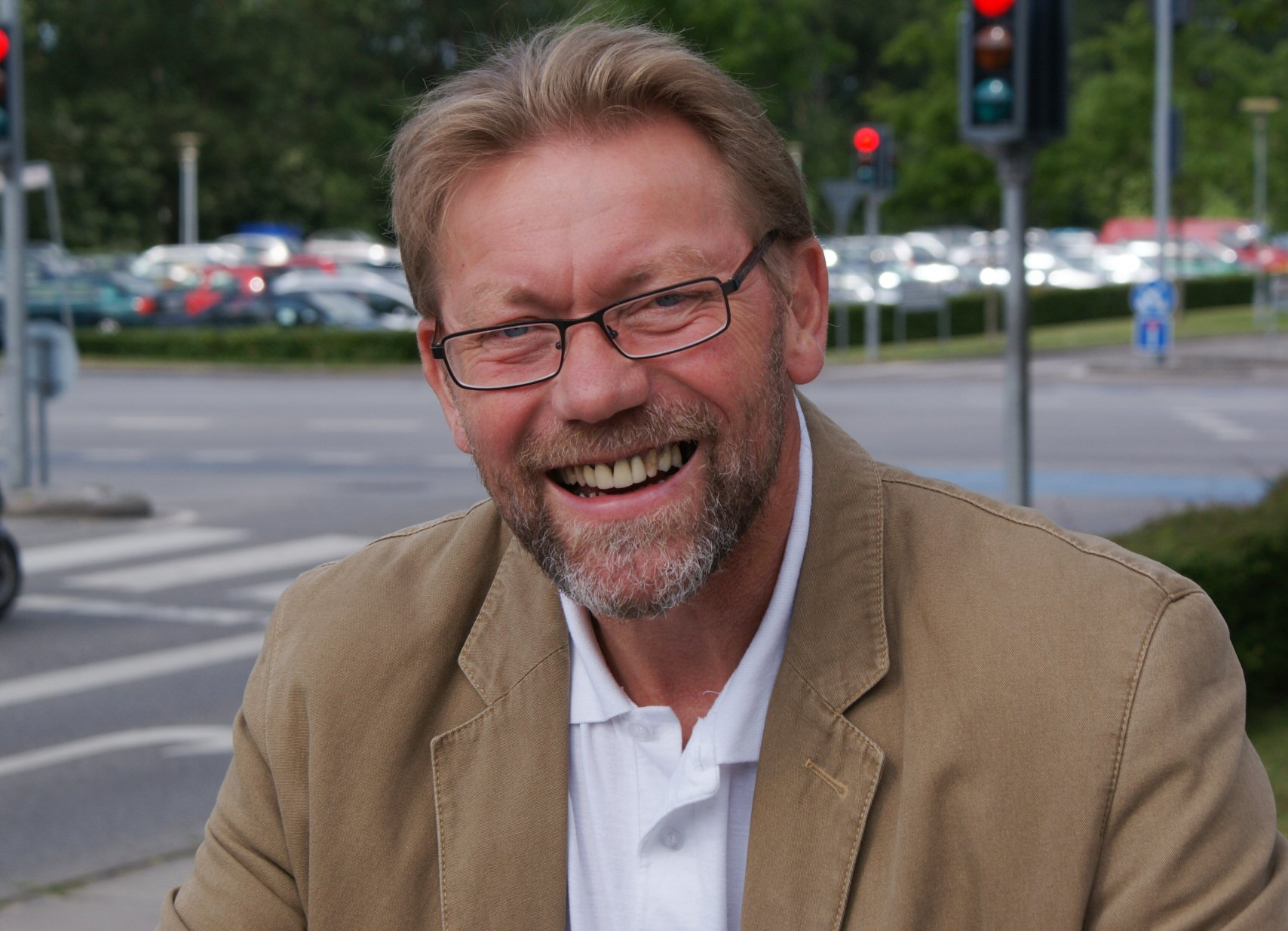
Gösta Toft 2009

Gösta Toft (* 11. April 1951 in Madesskov bei Sonderburg, Nordschleswig) ist ein dänischer Diplom-Volkswirt (cand.polit.) und Sekretär der Schleswigschen Partei der politischen Organisation der deutschen Minderheit in Dänemark.

## Leben
Gösta Toft lebt in Apenrade. Er studierte Volkswirtschaft an der CAU zu Kiel. Nach seinem Examen war er von 1978 bis 1983 Forschungsmitarbeiter in der Forschungsstelle für Regionale Landeskunde an der Pädagogischen Hochschule Flensburg und wissenschaftlicher Mitarbeiter an der Pädagogischen Hochschule Flensburg am Geografischen Seminar. 1983 bis 1987 arbeitete Toft als Wissenschaftlicher Mitarbeiter beim Institut for Grenzregionsforskning, Apenrade. 1992 bis 2000 war er Lehrbeauftragter bei der Syddansk Universitet und der Universität Flensburg (HA/MA-Deutsch-dänische Ausbildung). Seit 1987 ist Gösta Toft hauptberuflich Sekretär der Schleswigschen Partei, der politischen Organisation der deutschen Minderheit in Dänemark.

## Ehrenamtliche Tätigkeiten
- 1987–2009 stellvertretender Vorsitzender der Vereinigung Europäischer Grenzpendler (VEG)
- 2009–2014 Vorsitzender der VEG
- 2000–2010 Vorsitzender des Europäischen Büros für Sprach-Minderheiten in Dänemark (EBLUL)
- 2016–2020 Vorsitzender des Sozialdienst Nordschleswig
- seit 2016 Vizepräsident der Föderalistischen Union Europäischer Nationalitäten (FUEN)

## Publikationen
- Walter Reimers, Gösta Toft: Daten der Grenzregion. Flensburg 1979.
- Gösta Toft: Die bäuerliche Struktur der deutschen Volksgruppe in Nordschleswig. Flensburg 1982.
- H.U. Bühring, Gösta Toft: Struktur und Entwicklung des Einzelhandels. Marketingskonzept für die Stadt Flensburg. Flensburg 1982.
- Tyge Korsgaard, Gösta Toft: Tendensprognose for arbejdsmarkedet i Sønderjylland. Arbejdspapir nr. 29. Hrsg.: Institut for Grænseregionsforskning. Aabenraa 1984.
- Jørgen Damgaard, Gösta Toft: Model for fremskrivning af den regionale arbejdsstyrke i Sønderjylland 1982–2000. Modelpapir nr. 15. Hrsg.: Institut for Grænseregionsforskning. Aabenraa 1985.
- Gösta Toft: Regionaløkonomiske effekter af en fast Storebæltsforbindelse. Modelpapir nr. 19. Hrsg.: Institut for Grænseregionsforskning. Aabenraa 1985.
- Gösta Toft: Uddannelsernes geografi III – ungdomsuddannelser i Sønderjylland. Aabenraa 1986.
- Gösta Toft: Politische Grundhaltungen und Mediengewohnheiten – eine Pilotuntersuchung über die deutsche Volksgruppe in Nordschleswig. Apenrade 1987.
- Gösta Toft: Voksenuddannelse og ny teknologi i maskin- og elektronikindustrien i Sønderjyllands amt. Aabenraa 1988.
- Gösta Toft: Aktivierung ländlicher Räume in Dänemark – Möglichkeiten der regionalen Wirtschaftspolitik, in Regionale Wirtschaftspolitiken im europäischen Raum. Wege aus der Krise durch Blick über die Grenzen? In: Deutscher Verband für Angewandte Geographie (Hrsg.): Material zur Angewandten Geographie. Band 14. Bochum 1989, S. 31–41.
- Gösta Toft: Minderheitenexistenz und Ökonomie der Deutschen im dänischen Nordschleswig – Auswirkungen sozialer und wirtschaftlicher Faktoren auf die Zugehörigkeit der deutschen Minderheit. In: Alexander Ritter [Redaktion] (Hrsg.): Kolloquium über Ökonomie und Identität bei den deutschen Bevölkerungsgruppen im Ausland. Flensburg 1994.
- Uwe Pedersen, Gösta Toft: Grenzpendler in Deutschland und Dänemark – Regeln und Fallbeispiele. Hrsg.: Institut for Grænseregionsforskning. Notat Nr.60. Aabenraa 1995.
- Gösta Toft: The German Minority’s Participation in Danish Politics: Years of Conflict and Fifty Years of Peace. In: Frank Horn (Hrsg.): Minorities and their Right of Political Participation. The Northern Institute for Environmental and Minority Law, University of Lapland, Rovaniemi 1996.
- Gösta Toft: Slesvigsk Parti 1945-2000. In: Institut for Grænseregionsforskning (Hrsg.): Jørgen Kühl, En europæisk model, Nationale mindretal i det dansk-tyske Grænseland 1945-2000. Aabenraa 2002, S. 157–174 (Deutsche Übersetzung herausgegeben vom Institut für Schleswig-Holsteinische Zeit- und Regionalgeschichte, Bielefeld 2005).